# Morris Sugden
Theodore Morris Sugden (31 décembre 1919 - 3 janvier 1984) est un chimiste britannique spécialisé dans la recherche sur la combustion ,.

## Biographie
Theodore Morris Sugden (Morris) est né dans le village de Triangle, fils unique de Florence Chadwick et de Frederick Morris Sugden, commis dans un moulin. Après avoir fréquenté la Sowerby Bridge and District Secondary School, il obtient une bourse ouverte au Jesus College de Cambridge en 1938, où il étudie la chimie et obtient une première en 1940. Cette année-là, il commence des recherches sous la direction du physicien WC Price sur la mesure des potentiels d'ionisation précis des molécules. Plus tard, il travaille avec RGW Norrish pour un travail de guerre sur la suppression du flash des armes à feu.
Les activités de recherche ultérieures de Sugden concernent les études de flamme, la photométrie de flamme, l'ionisation dans les flammes et la spectroscopie micro-ondes ,.
Il est démonstrateur universitaire en chimie physique en 1946, maître de conférences "Humphrey Owen Jones" en chimie physique en 1950, lecteur en chimie physique en 1960, directeur de recherche au Shell Thornton Research Center, près de Chester en 1964 puis directeur du Centre de recherche de Thornton en 1967 et directeur général de Shell Research Limited, en 1974-1975 et enfin Maître de Trinity Hall, Cambridge en 1976.
Il est élu à la Royal Society et 1963 et reçoit l'ordre de l'Empire britannique en 1975 ainsi que la médaille Davy. Il est élu membre correspondant de l'Académie des sciences de Göttingen en 1975, président du Comité de l'Institut de combustion (1970-1982), et vice-président international (1974-1982). Il est président de la Société chimique (1978-1979), secrétaire de la Royal Society (1978-1984) et fait chevalier dans la liste des honneurs du Nouvel An en 1983.

### Famille
Sugden épouse Marian Florence Cotton en 1945. Ils ont un enfant, Andrew M, né en 1954. Il est diplômé d'Oxford en botanique en 1975, puis obtient un doctorat en écologie de la forêt tropicale humide. Il entreprend une expédition dans la Serranía de Macuira dans le nord de la Colombie, publiant une liste de contrôle des plantes de cette région avec Enrique Forero .
Sir Theodore Morris Sugden est décédé à l'hôpital Addenbrooke de Cambridge le 3 janvier 1984 et est incinéré à Cambridge le 10. Le prix Sugden pour la recherche sur la combustion est nommé en son honneur.